# Jalen Wilson
Pour les articles homonymes, voir Wilson.
Jalen Derale Wilson, né le 4 novembre 2000 à Arlington dans le Texas, est un joueur américain de basket-ball. Il évolue aux postes d'ailier et d'ailier fort.

## Biographie

### Carrière universitaire
Entre 2019 et 2023, il joue pour les Jayhawks du Kansas à l'université du Kansas.

### Carrière professionnelle

#### Nets de Brooklyn (depuis 2023)
Le 22 juin 2023, le joueur de Kansas est drafté par les Nets de Brooklyn en 51e position.
Début juillet 2023, il signe un contrat two-way avec les Nets. En mars 2024, son contrat two-way est converti en un contrat standard jusqu'à la fin de saison.

## Palmarès

### Universitaire
- Champion NCAA en 2022
- Consensus first-team All-American (2023)
- Julius Erving Award (2023)
- Big 12 Player of the Year (2023)
- First-team All-Big 12 (2023)
- Third-team All-Big 12 (2022)
- Big 12 All-Newcomer Team (2021)
- Big 12 All-Freshman Team (2021)

## Statistiques
gras = ses meilleures performances

### Universitaires
| Saison    | Équipe   | Matchs | Titul. | Min./m | % Tir | % 3pts | % LF | Rbds/m. | Pass/m. | Int/m. | Ctr/m. | Pts/m. |
| --------- | -------- | ------ | ------ | ------ | ----- | ------ | ---- | ------- | ------- | ------ | ------ | ------ |
| 2019-2020 | Kansas   | 2      | 0      | 1,0    | 0,0   | 0,0    | 0,0  | 0,00    | 0,00    | 0,00   | 0,00   | 0,00   |
| 2020-2021 | Kansas   | 29     | 24     | 28,4   | 41,4  | 33,3   | 63,0 | 7,93    | 2,00    | 0,41   | 0,31   | 11,76  |
| 2021-2022 | Kansas   | 37     | 27     | 29,4   | 46,1  | 26,3   | 72,2 | 7,43    | 1,81    | 0,89   | 0,41   | 11,11  |
| 2022-2023 | Kansas   | 36     | 33     | 35,4   | 43,0  | 33,7   | 79,9 | 8,25    | 2,19    | 0,94   | 0,47   | 20,08  |
| Carrière  | Carrière | 104    | 84     | 30,6   | 43,4  | 31,6   | 73,2 | 7,71    | 1,96    | 0,76   | 0,36   | 14,18  |

### Professionnelles

#### Saison régulière
| Saison    | Équipe   | Matchs | Titul. | Min./m | % Tir | % 3pts | % LF | Rbds/m. | Pass/m. | Int/m. | Ctr/m. | Pts/m. |
| --------- | -------- | ------ | ------ | ------ | ----- | ------ | ---- | ------- | ------- | ------ | ------ | ------ |
| 2023-2024 | Brooklyn | 43     | 3      | 15,5   | 42,5  | 32,4   | 82,6 | 3,05    | 1,05    | 0,26   | 0,09   | 4,98   |
| 2024-2025 | Brooklyn | 79     | 22     | 25,7   | 39,7  | 33,7   | 81,8 | 3,42    | 1,84    | 0,51   | 0,06   | 9,48   |
| Carrière  | Carrière | 122    | 25     | 22,1   | 40,3  | 33,5   | 82,0 | 3,29    | 1,56    | 0,42   | 0,07   | 7,89   |